# Raw (film)
Raw (v originále Grave) je francouzsko-belgický hraný film z roku 2016, který režírovala Julia Ducournau podle vlastního scénáře. Snímek měl světovou premiéru na filmovém festivalu v Cannes dne 14. května 2016.

## Děj
Vegetariánka Justine nastupuje na veterinární školu. Zde je nucena poprvé jíst maso. Následky jsou nečekané.

## Obsazení
| Garance Marillier  | Justine                     |
| Ella Rumpf         | Alexia                      |
| Rabah Nait Oufella | Adrien                      |
| Joana Preiss       | matka                       |
| Laurent Lucas      | otec                        |
| Marion Vernoux     | zdravotní sestra            |
| Bouli Lanners      | řidič                       |
| Jean-Louis Sbille  | profesor                    |
| Denis Mpunga       | profesor anatomie           |
| Thomas Mustin      | vedoucí studijního oddělení |

## Ocenění
- Filmový festival v Cannes: cena FIPRESCI na sekci Semaine de la critique
- Evropský festival fantastických filmů ve Štrasburku: Zlatá chobotnice za nejlepší mezinárodní fantasy celovečerní film, Cena diváků za nejlepší mezinárodní fantasy film
- Londýnský filmový festival: Sutherland Trophy za nejlepší filmový debut
- Mezinárodní filmový festival Flandry-Ghent: Explore Award
- Mezinárodní festival fantastických filmů v Paříži: cena Œil d'or za nejlepší film v mezinárodní soutěži, cena Ciné+ Frisson za nejlepší film
- Mezinárodní festival fantastických filmů Gérardmer: Velká cena, Cena kritiky
- Cena Louise Delluca za filmový debut
- Cena Francouzské unie filmových kritiků a televizních filmů: nejlepší francouzský filmový debut
- Festival Tournai Ramdam: nejznepokojivější belgický film roku
- Cena Magritte: nejlepší zahraniční film v koprodukci, nejlepší výprava (Laurie Colson)
- Lumières: nominace na nejlepší filmový debut
- César: nominace v kategoriích nejlepší režie (Julia Ducournau), nejlepší původní scénář (Julia Ducournau), nejslibnější herečka (Garance Marillier), nejlepší filmový debut (Julia Ducournau), nejlepší filmová hudba (Jim Williams), nejlepší zvuk (Mathieu Descamps, Séverin Favriau, Stéphane Thiébaut)